# Emanuel Raasch

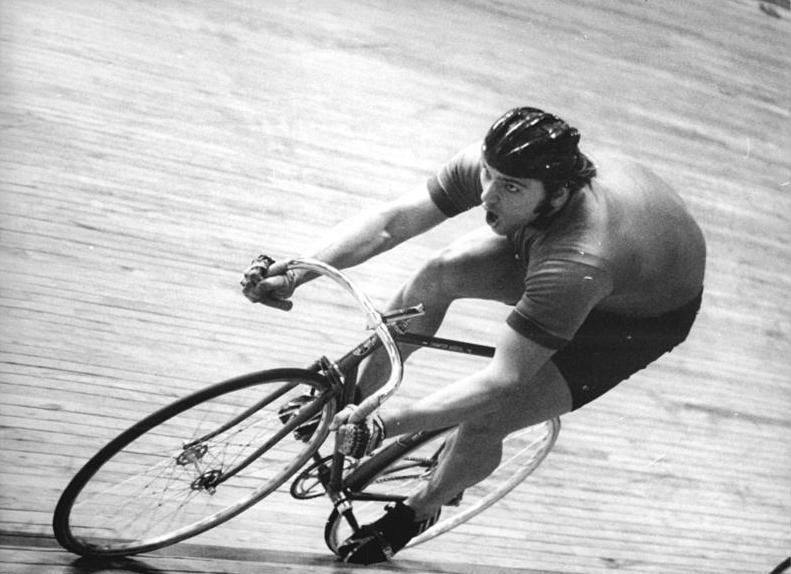
Emanuel Raasch bei den DDR-Meisterschaften 1977 in der Werner-Seelenbinder-Halle

Emanuel „Emu“ Raasch (* 16. November 1955 in Burg, Bezirk Magdeburg, DDR) ist ein ehemaliger deutscher Radrennfahrer und heutiger Radsport-Trainer.

## Sportliche Laufbahn
Emanuel Raasch begann seine Radsportkarriere mit 14 Jahren bei der BSG Einheit Genthin, wechselte 1970 zum SC Dynamo Magdeburg (wo er bereits gezielt Kurzstreckenwettbewerbe trainierte), später wechselte er zum SC Dynamo Berlin. In den Jugendklassen war er bereits sehr erfolgreich (mehrfacher Sieger bei den Kinder- und Jugendspartakiaden und Jugendmeisterschaften der DDR).
Im Laufe seiner Karriere wurde er dreimal DDR-Meister, zweimal im Zeitfahren über 1000 Meter (1975, 1976) sowie einmal im Sprint (1977). Mehrfach belegte er bei UCI-Bahn-Weltmeisterschaften zweite und dritte Plätze. Sein größter Erfolg war der WM-Sieg im Tandem gemeinsam mit Eyk Pokorny in Stuttgart 1991. Zudem wurde er achtmal DDR- bzw. deutscher Meister und verzeichnete 18 Grand-Prix-Siege. 1975 und 1976 gewann er jeweils den Großen Preis der DDR im Sprint, 1975 das Bahnauswahlrennen um den Großen Fliegerpreis von Forst. 1975, 1981 und 1992 gewann er den Großen Preis von Berlin. 1976 siegte er in der Gesamtwertung beim Großen Preis der sozialistischen Länder. 1977 gewann er die traditionsreiche Champion of Champions Trophy. Den Grand Prix Aeroflot konnte er 1979 gewinnen.
1995 bestritt er im Alter von 39 Jahren seine elfte WM.
Raasch hatte 1984 seine Laufbahn zunächst nach für ihn enttäuschenden Leistungen bei den DDR-Bahnmeisterschaften für beendet erklärt. Dazu kamen einige Entscheidungen der Radsportfunktionäre der DDR, die er als Benachteiligungen empfand. So z. B. 1987, als er sieben von acht Rennen im 1000-Meter-Zeitfahren in der DDR gewonnen hatte, dennoch nicht für die Weltmeisterschaft berücksichtigt wurde. 1981 wollte er, bedingt durch einige Erkrankungen eine Wettkampfpause einlegen, dies wurde von den Funktionären abgelehnt.
Raasch arbeitet heute als Trainer und betreut u. a. den Weltmeister Robert Förstemann (bis 2016).

## Trivia
Im deutschen Spielfilm Lola rennt aus dem Jahre 1998 spielte Raasch eine Nebenrolle. Bei der Deutschen Bodybuilding-Meisterschaft des National Athletic Comitee (NAC) 2011 in Cuxhaven und bei der Internationalen Ostdeutschen Bodybuilding-Meisterschaft des NAC 2019 in Fürstenwalde errang er jeweils den Sieg in der Klasse „Body over 50“.

## Erfolge
1975
- Weltmeisterschaft (Amateure) – Sprint
- DDR-Meister – 1000-Meter-Zeitfahren

1976
- DDR-Meister – 1000-Meter-Zeitfahren

1977
- Weltmeisterschaft (Amateure) – Sprint
- DDR-Meister – Sprint

1978
- Weltmeisterschaft (Amateure) – Sprint

1979
- Weltmeisterschaft (Amateure) – Sprint

1982
- Weltmeisterschaft (Amateure) – 1000-Meter-Zeitfahren
- DDR-Meister – 1000-Meter-Zeitfahren

1991
- Weltmeister (Amateure) – Tandemrennen (mit Eyk Pokorny)
- Deutscher Meister (Amateure) – Tandemrennen (mit Eyk Pokorny)

1993
- Deutscher Meister (Amateure) – Tandemrennen (mit Markus Nagel)

1994
- Weltmeister (Amateure) – Tandemrennen (mit Jens Glücklich)
- Deutscher Meister (Amateure) – Tandemrennen (mit Jens Glücklich)